# Indult
Indult – zezwolenie wydawane przez przedstawiciela władzy duchownej (np. papieża, biskupa) na odstąpienie od obowiązujących w prawie kanonicznym przepisów. Może dotyczyć m.in. sposobu odprawiania mszy (np. w pozycji siedzącej) lub zawierania związku małżeńskiego (np. w przypadku pokrewieństwa) czy innych sakramentów.